# Monroe City, Missouri
Monroe City är en ort i Marion County, Monroe County, och Ralls County, i Missouri. Vid 2020 års folkräkning hade Monroe City 2 652 invånare.